# Liophidium mayottensis
Liophidium mayottensis es una especie de serpiente de la familia Lamprophiidae.
Es endémica de Mayotte.
Se encuentra amenazada por la pérdida de su hábitat natural.